# Елайджа Муденда
Елайджа Хаатуакалі Каїба Муденда (англ. Elijah Haatuakali Kaiba Mudenda; 6 червня 1927 — 2 листопада 2008) — замбійський політичний діяч, другий прем'єр-міністр Замбії (1975—1977).

## Життєпис
Навчався в університеті Макерере (Уганда), університеті Форт-Гейр (ПАР) та Кембриджському університеті за фахом «сільське господарство», був одним з перших замбійських політиків, хто здобув вищу освіту.
1962 року почав активне політичне життя. У 1964-1967 роках обіймав посаду міністра сільського господарства, у 1967-1969 роках — міністра фінансів. Двічі, 1969 та у 1970-1973 роках займав пост міністра закордонних справ (був активним посередником у перемовинах про зближення провідних антиурядових партизанських рухів Південної Родезії — ЗАПУ та ЗАНУ).
Від 27 травня 1975 до 20 липня 1977 року очолював уряд Замбії. Після виходу у відставку й до кінця 1990-их років перебував на партійній роботі в Об'єднаній національній незалежній партії, був головою Комітету ЦК партії з політичних, конституційних, правових і міжнародних питань, членом ЦК.